# Dinozabrus bicolor
Dinozabrus bicolor är en tvåvingeart som beskrevs av Hull 1962. Dinozabrus bicolor ingår i släktet Dinozabrus och familjen rovflugor.
Artens utbredningsområde är Kenya. Inga underarter finns listade i Catalogue of Life.